# Gravesano
Gravesano is een gemeente en plaats in het Zwitserse kanton Ticino, en maakt deel uit van het district Lugano.
Gravesano telt 1106 inwoners.